# Regimientos de Fusileros Marinos
Los Regimientos de Fusileros Marinos (en árabe argelino: أفواج البندقية البحرية) son regimientos de infantería de marina de la Armada Nacional de Argelia.

## Historia
Los primeros regimientos de fusileros marinos se crearon en 1986, el oficial responsable de la creación de estas unidades fue el General Abdelmadjid Chérif. Los fusileros marinos, al igual que los comandos paracaidistas de las fuerzas terrestres argelinas, son reconocidos como unidades de élite de las fuerzas armadas argelinas. Además, tras la creación de estas unidades, la armada quería tener una fuerza de desembarco que pudiera operar en zonas anfibias y realizar operaciones militares, de igual modo que las unidades de paracaidistas del ejército. Los fusileros marinos son también una fuerza de reacción rápida y operaciones especiales, son totalmente autónomos y cuentan con sus propias capacidades logísticas, de combate y de apoyo. En 2005 se creó el Regimiento de acción especial de la marina.

## Capacitación
Los fusileros marinos son entrenados en la escuela de fusileros y buzos marinos ubicada en Jijel, esta escuela entrena fusileros marinos, comandos marinos y buzos de combate de la armada argelina y otros cuerpos del ejército. Después de su entrenamiento, el estudiante se incorporará a un regimiento de fusileros marinos, y posteriormente podrá pasar al entrenamiento especializado como desactivación de minas marinas, o pasar la selección y el entrenamiento para convertirse en un comando marino. Además, los fusileros marinos también participan en sesiones conjuntas de entrenamiento con las fuerzas navales de otras naciones.

## Organización

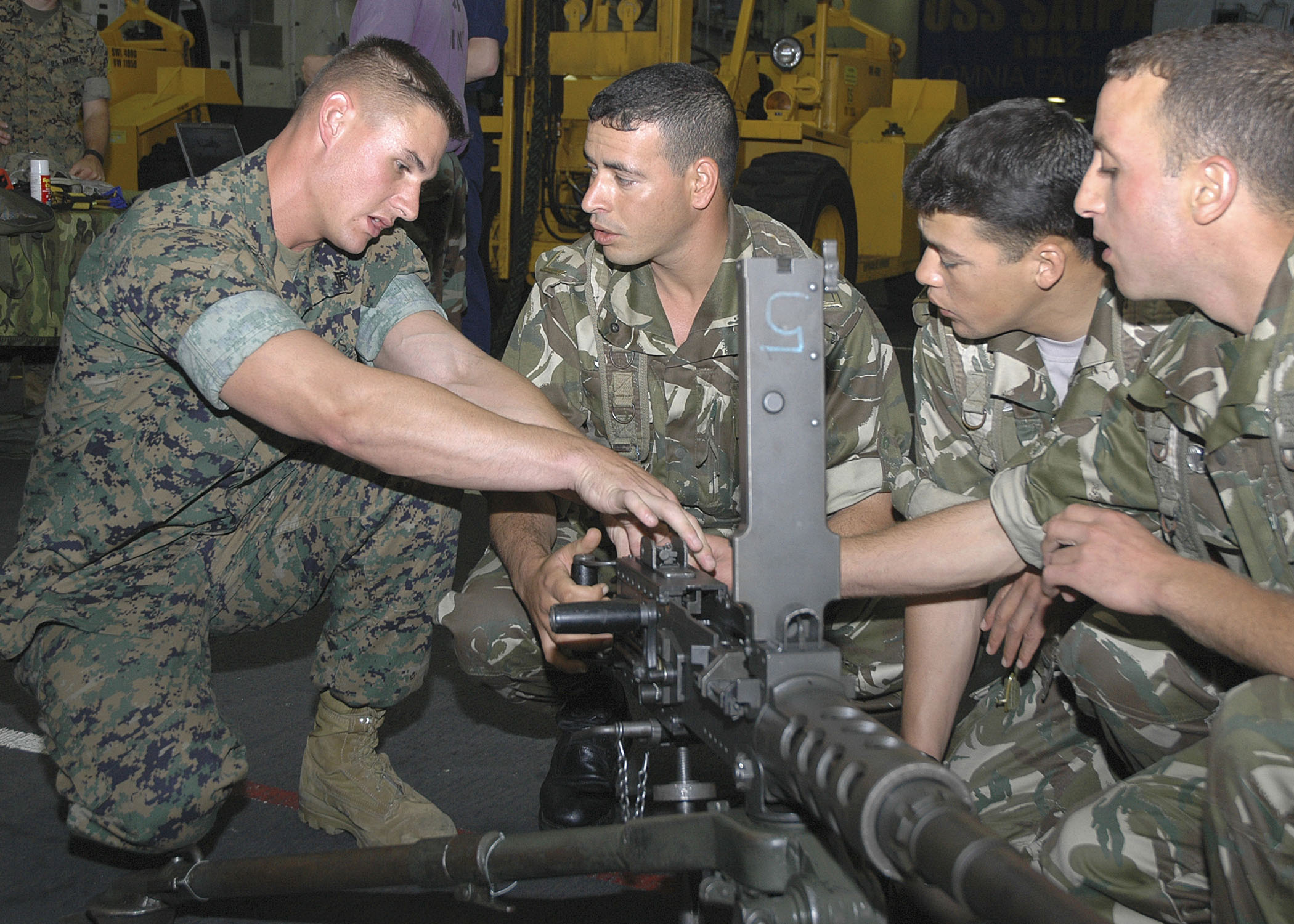
El cabo del Cuerpo de Marines de los Estados Unidos Michael Rathwell instruye a los marineros argelinos en el uso de una ametralladora del calibre 12,7 × 99 mm OTAN.

Los regimientos de fusileros marinos tienen una organización bastante similar a los comandos paracaidistas de las fuerzas terrestres argelinas, actualmente hay ocho regimientos de fusileros marinos. Los regimientos de fusileros de la marina están organizados como los regimientos del ejército argelino.

## Tareas
Los fusileros de la marina actúan principalmente en un entorno anfibio, en el bosque y la costa, los fusileros de la marina cuentan con medios materiales y humanos que les permiten desarrollar sus misiones junto con las demás unidades de la armada, el ejército y la fuerza aérea argelina. Los fusileros de la marina realizan operaciones en áreas estratégicas y en ambientes hostiles, realizan diversas tareas como: Reconocimiento especial, lucha contra el terrorismo en tierra y mar, brindan apoyo anfibio y realizan operaciones conjuntas con las fuerzas especiales, recuperación, protección y vigilancia de puntos estratégicos, lucha contra el narcotráfico en el mar y la costa argelina, protección de la costa argelina de diversas amenazas como la contaminación y el tráfico de estupefacientes, protección de la seguridad del espacio marítimo argelino, ofrecer apoyo en operaciones de búsqueda y rescate (SAR), y protección de puertos estratégicos de la armada argelina.

## Armamento

### Pistolas
| Nombre    | Imagen | País                           | Tipo                   | Fabricante                                                            | Munición             |
| --------- | ------ | ------------------------------ | ---------------------- | --------------------------------------------------------------------- | -------------------- |
| Glock 17  |        | Austria                        | Pistola semiautomática | Glock                                                                 | 9 × 19 mm Parabellum |
| Glock 18  |        | Austria                        | Pistola ametralladora  | Glock                                                                 | 9 × 19 mm Parabellum |
| Caracal F |        | Argelia Emiratos Árabes Unidos | Pistola semiautomática | Caracal InternationalEmpresa de Construcciones Mecánicas de Khenchela | 9 × 19 mm Parabellum |

### Subfusiles
| Nombre             | Imagen     | Origen     | Tipo       | Calibre              |
| Subfusiles         | Subfusiles | Subfusiles | Subfusiles | Subfusiles           |
| ------------------ | ---------- | ---------- | ---------- | -------------------- |
| Beretta M12        |            | Italia     | Subfusil   | 9 × 19 mm Parabellum |
| Steyr TMP          |            | Austria    | Subfusil   | 9 × 19 mm Parabellum |
| Heckler & Koch MP7 |            | Alemania   | Subfusil   | HK 4,6 × 30 mm       |

### Fusiles de asalto
| Nombre  | Imagen | País            | Tipo            | Fabricante              | Munición                      |
| ------- | ------ | --------------- | --------------- | ----------------------- | ----------------------------- |
| AKM     |        | Unión Soviética | Fusil de asalto | Corporación Kalashnikov | 7,62 × 39 mm                  |
| AKS-74U |        | Unión Soviética | Fusil de asalto | Corporación Kalashnikov | 5,45 × 39 mm                  |
| Tipo 56 |        | China           | Fusil de asalto | Norinco                 | 5,56 × 45 mm OTAN7,62 × 39 mm |

### Escopetas
| Nombre    | Imagen    | Origen    | Tipo      | Calibre   |
| Escopetas | Escopetas | Escopetas | Escopetas | Escopetas |
| --------- | --------- | --------- | --------- | --------- |
| SPAS-12   |           | Italia    | Escopeta  | 18,53 mm  |

### Lanzagranadas acoplado
| Nombre                 | Imagen                 | Origen                  | Munición               | Fabricante                                                                   |
| Lanzagranadas acoplado | Lanzagranadas acoplado | Lanzagranadas acoplado  | Lanzagranadas acoplado | Lanzagranadas acoplado                                                       |
| ---------------------- | ---------------------- | ----------------------- | ---------------------- | ---------------------------------------------------------------------------- |
| GP-25                  |                        | Argelia Unión Soviética | Granada de 40 mm       | Empresa de Construcciones Mecánicas de KhenchelaKBP Instrument Design Bureau |

### Ametralladoras
| Nombre           | Imagen | País            | Tipo                               | Fabricante              | Munición       |
| ---------------- | ------ | --------------- | ---------------------------------- | ----------------------- | -------------- |
| Ametralladora PK |        | Unión Soviética | Ametralladora de propósito general | Corporación Kalashnikov | 7,62 × 54 mm R |
| RPK              |        | Unión Soviética | Ametralladora ligera               | Corporación Kalashnikov | 7,62 × 39 mm   |

### Fusiles de francotirador
| Nombre                          | Imagen | País            | Tipo                   | Fabricante              | Munición                       |
| ------------------------------- | ------ | --------------- | ---------------------- | ----------------------- | ------------------------------ |
| Zastava M93 Black Arrow         |        | Serbia          | Fusil de francotirador | Zastava Arms            | 12,7 × 99 mm OTAN12,7 × 108 mm |
| Fusil de francotirador Dragunov |        | Unión Soviética | Fusil de francotirador | Corporación Kalashnikov | 7,62 × 54 mm R                 |

### Granada propulsada por cohete
| Nombre | Imagen | País            | Tipo                          | Fabricante | Calibre |
| ------ | ------ | --------------- | ----------------------------- | ---------- | ------- |
| RPG-7  |        | Unión Soviética | Granada propulsada por cohete | Bazalt     | 40 mm   |

## Equipamiento
- Auriculares de comunicación
- Chaleco antibalas
- Coderas
- Gafas protectoras
- Guantes protectores
- Mochila de combate
- Pistolera
- Rodilleras
- Uniforme de camuflaje

### Cascos
| Nombre                 | Imagen | Origen         | Tipo             |
| ---------------------- | ------ | -------------- | ---------------- |
| Casco OPS-Core FAST SF |        | Estados Unidos | Casco de combate |
| Casco SPECTRA          |        | Francia        | Casco de combate |

## Vehículos

### Camiones militares
| Nombre               | Imagen | Origen   | Tipo           |
| -------------------- | ------ | -------- | -------------- |
| Mercedes-Benz Zetros |        | Alemania | Camión militar |
| Mercedes-Benz Unimog |        | Alemania | Camión militar |
| SNVI M-120           |        | Argelia  | Camión militar |
| SNVI M-230           |        | Argelia  | Camión militar |
| SNVI M-260           |        | Argelia  | Camión militar |

### Embarcaciones
- Embarcaciones semirrígidas.
- Lancha de desembarco clase Polnocny.
- Lanchas neumáticas.
- Buques patrulleros Alusafe 2000.
- Buques patrulleros Clase Kebir.
- Lancha rápida de ataque Ocea FPB-98.
- Vehículo de propulsión para buceo.

### Helicópteros
| Aeronave             | Imagen       | Origen             | Tipo                                        | Unidades     |
| Helicópteros         | Helicópteros | Helicópteros       | Helicópteros                                | Helicópteros |
| -------------------- | ------------ | ------------------ | ------------------------------------------- | ------------ |
| Westland Super Lynx  |              | Reino Unido        | Guerra antisuperficie                       | 10           |
| AgustaWestland AW101 |              | Reino Unido Italia | Búsqueda y rescate / Helicóptero utilitario | 5            |
| AgustaWestland AW139 |              | Reino Unido Italia | Helicóptero utilitario                      | 3            |

### Transporte blindado de personal
| Nombre | Imagen | Origen          | Tipo                            |
| ------ | ------ | --------------- | ------------------------------- |
| BTR-80 |        | Unión Soviética | Transporte blindado de personal |

### Vehículos todoterreno
| Nombre                | Imagen | Origen   | Tipo                 |
| --------------------- | ------ | -------- | -------------------- |
| Mercedes-Benz Clase G |        | Alemania | Vehículo todoterreno |
| Toyota Land Cruiser   |        | Japón    | Vehículo todoterreno |
| Nissan Patrol         |        | Japón    | Vehículo todoterreno |